# Il Signore dei Tranelli
Il Signore dei Tranelli (Bored of the Rings) è una parodia del romanzo Il Signore degli Anelli di J.R.R. Tolkien, scritta nel 1968 da Henry Beard e da Douglas Kenney, membri dell'Harvard Lampoon e fra i fondatori del National Lampoon, pubblicata l'anno successivo (titolo originale Bored of the Rings).
La parodia fu autorizzata dallo stesso Tolkien, che in seguito confessò di non capire il loro umorismo.

## Trama
La commedia è una presa in giro di tutto ciò che riguarda il mondo creato da Tolkien: gli Hobbit che diventano Sghorbit, la terra di Tramezzo, Frodo diventa Brodo, elfi, nani sono altre bizzarre e ambigue creature, quali Pollum (filosofo incompreso) o il balengo Aragost figlio di Ararutt (colui dalla biancheria al sapore di fragola), innamorato perso di Eoracchia figlia di Eoporc (corpulenta guerriera dall'accento tedesco con un osso nel naso). La saga è ambientata nei luoghi della Terra di Tramezzo: la Cloaca, i regni di Gondon e Roi-tan, le Terre nere di Merdor, le porte di Doria e altri luoghi. 
Persino l'Anello è stato modificato: alla fine della sua scritta, infatti, vi sono le parole: Se lo trovate rispeditelo a Salmon, spese postali a carico vostro. Il mistico oggetto non ha effetti stupefacenti, semmai il contrario: tutti se lo passano di mano in mano, cercando ognuno di rifilarlo al prossimo con scuse futili, finché non arriva in mano a Brodo, inerme e a corto di idee.

## Edizioni
Il libro in Inghilterra fu ristampato numerose volte, 8 volte solo in pochi mesi del 2001.